# Роза
Роза е събирателно наименование на видове и разновидности на представители на рода Шипка (лат. Rósa), отглеждани от хора и виреещи в дивата природа. Повечето от сортовете рози се получават в резултат на продължителна селекция чрез многократно кръстосване и селекция. Някои сортове са форми на диви видове.

## Етимология
Руското „роза“ и вариантите „дива роза“, „еризипел“, „рожан“, „ружа“ чрез немско посредничество (нем. Rose) са заети от лат. rosa, което от своя страна е заимствано от др.-греч. ῥόδον (срв. името на декоративно растение на старогръцки: ῥοδόδενδρον – „розово дърво“). Древногръцката дума (протоформа – на старогръцки: *ϝρόδον – *wródon) се свързва с арм. վարդ, vard – „роза“ и праирански. *ṷṛda- . Оттук и перс. گل гол – „роза“. На руски език се използва името на шипката – „gulyaf“ – „gulyaf вода“, „розова вода“, чието първоначално значение е заимствано от گلاب, golâb от گل, gol – „роза“ и آب‎ âb – „вода“. ср от азерб. guläbi – „ароматна есенция“.

## История
За първи път розите се отглеждат в древен Рим, въпреки че основната цел на градините от онова време е отглеждането на полезни растения (плодове, зеленчуци, пикантни и лечебни), но в произведенията на древните римски писатели има описание на около 10 разновидности от рози. Херодот още през 5 век пр.н.е. д. в своята „История“ описва градините на цар Мидас в Македония и споменава там двойна роза. Теофраст през 293г. пр.н.е. д. описва градините на Гърция и дава описания на рози с 15 и 20 венчелистчета. На великолепната мозайка от Помпей, съхранявана в музея в Неапол, можете да видите и дамасскую розу (на латински: Rosa ×damascena) , чиято родина несъмнено е изтокът, а от там е дошъл в градините на Южна Италия. С разпадането на Римската империя градинарството се премества в манастирите. Именно манастирските градини послужиха като прототип на градините от другата страна на Алпите. Карл Велики, в инструкциите си за управление на имотите Capitulare de villis, посочва списък с растения, които трябва да се отглеждат, сред които има рози. По времето на Каролингите декоративните растения са се отглеждали в градините предимно за медицински цели, въпреки че несъмнено се обръща внимание на красотата им. За венци и други украси бяха събрани диви цветя. И само розовите храсти получиха специално внимание и бяха отглеждани в градини. В картините на големите италиански художници от Ренесанса можем да видим розите, отглеждани в италианските градини от онова време, чиято родина най-вероятно е Италия. През 1310 г. папа Климент V премества двора си от Рим в Авиньон и центърът на католическата църква остава там до 1377 г. Както свидетелстват историците, още по това време на територията на папския дворец са се отглеждали рози. В градината на епископа на Айхщед в началото на 17-ти век растат 21 сорта рози, пренесени в Европа от изток през Константинопол, включително Дамаск. По времето на минезингерите е имало красиви градини с червени и бели рози, с които са били увенчани минезингерите. От края на 19 век розите са селектирани в почти всички страни по света.
Огромното разнообразие от сортове рози, което съществува в момента, се формира чрез кръстосване и селективна селекция на няколко сорта диви шипки. Много разновидности на паркови махрови рози произлизат отГалльская роза (Rosa gallica), наречена така заради широкото си разпространение във Франция (Галия). Културата на тази роза и създадените на нейната основа сортове датира от Древен Вавилон, след това Древна Гърция и Древен Рим и от 13-ти век във Франция и съставляват цяла епоха в историята на розите до 18-ти век. Чрез кръстосване на галската роза с други видове, дамаската роза столистная (на латински: Rosa ×centifolia) са получени и бяла роза. Техниката на кръстосване на видовете по отношение на розите е била известна в Европа още през периода на Римската империя:с. 522.
Историята на градинските рози започва в края на 18 – началото на 19 век, когато видове вечнозелени топлолюбиви рози със специфичен аромат на венчелистчета, напомнящи миризмата на чай, са пренесени в Европа (първо в Англия, а след това във Франция) от Югоизточна Азия. Тези рози имаха нови декоративни качества: кожени лъскави листа, специално благородство на формата на пъпките и цветята и особено важно свойство – ремонтантност, тоест способност да цъфтят непрекъснато многократно. Усилията на животновъдите бяха насочени към създаването на нови сортове, които да съчетаят ремонтантния характер на азиатските рози и устойчивостта на замръзване на европейските рози. Дълго време това не можеше да се постигне и едва в началото на 19 век беше възможно да се преодолее некръстосването на тези две групи рози.
Първото научно описание на розите е дадено от древногръцкия натуралист, философ и ботаник Теофраст. Той описва достатъчно подробно диви и градински рози, обосновава методите за тяхното отглеждане и размножаване.
Първото споменаване на отглеждането на рози в Русия датира от началото на 16 век. Предполага се, че те са дошли в Русия чрез балканските славянски племена. Те получават масово разпространение едва при Екатерина II . До края на 19 век розите започват да се отглеждат в цялата европейска част на Русия.
Най-важните съвременни класове рози са възникнали на базата на тетраплоидни видове (с хромозомен брой 4n = 28), европейски (група галски рози) и диплоидни (2n = 14) азиатски култивирани и диви рози (Rosa chinensis, Rosa moschata, Rosa gigantea). Повечето съвременни сортове хибридни чаени рози и флорибунда са тетраплоиди.

## Ботаническо описание
Формата на храста може да бъде от разпръсната до тясна пирамидална. Височината на храста от групите чай хибрид и флорибунда е от 30 до 90 см; полиант – 30 – 45 см, някои сортове достигат 60 см; миниатюрни – 25 – 35 см
При розите е обичайно да се разграничават два вида многогодишни клонки – главни или майчини, клони и клони с пълен растеж и пет вида едногодишни издънки – растежни, преждевременни, мастни, генеративни и силептични.
Дължината на дръжката при градинските рози варира от 10 до 80 см. Розовите цветя изненадват със своето разнообразие. Размерите им варират от 1,8 см до 18 см, броят на венчелистчетата може да варира от 5 до 128, има до десетина различни цветни форми, цветята могат да бъдат единични или в съцветия от три до двеста парчета. Цветовата схема е много разнообразна: няма само чисто синьо. Получава се разнообразие от зелени рози, но то представлява интерес само за ботаниците. В допълнение към монофонични, има сортове рози с комбинация от цветове, както и промяна на цвета по време на цъфтежа. Ароматите на различни видове и сортове рози са разнообразни. В допълнение към стандартния аромат на дамаска роза има рози с аромати, вариращи от плодови и цитрусови до тамян и подправки. Удвояването на многобройните сортове култивирани рози възниква в резултат на превръщането на част от тичинките в стаминоди, подобни на венчелистчета.

## Условия на отглеждане
В повечето случаи розите са топлолюбиви, но има видове, които виреят в суров климат.
Розите предпочитат яркото осветление и при значително засенчване почти или изобщо не цъфтят, дори на полусянка са изчерпани и цъфтят много слабо.
Почвите могат да бъдат всякакви по състав, но за градински групи – добре наторени. Розите се отглеждат на почви с неутрална реакция, на слабо кисели почви – само в южните райони. Определянето на границите на киселинност е свързано с интензивността на процесите на минерализация. Цветът на същите сортове е по-интензивен на почви с алкална реакция. Почвите за рози трябва да са добре дренирани.
За обилен и дълъг цъфтеж розите изискват постоянно поливане.
Цъфтежът на розите се осигурява до голяма степен от системата за резитба, която е различна за различните групи рози.

## Име на сортовете рози
Съгласно Международния кодекс на номенклатурата за култивирани растения, наименуването се основава на приоритет на публикуване. Всеки сорт може да има само едно общоприето име. От няколкото имена, предложени за даден сорт, се избира най-старото (освен когато е посочено друго), всички останали се считат за синоними. Трябва да се избягва използването на забравени и остарели имена на сортове, дори ако тези имена имат предимство пред широко използвани съвременни.
Ако сортовият епитет е бил използван повече от веднъж в даден клас, към името на сорта трябва да се добавят името на автора и датата на създаване или регистрация. Примери: Роза „Маги“ Рудолф Гешвинд, 1900 г.; Роза „Маги“ Мейланд Интернешънъл, 2003 г.
До нивото на род или вид розите се наименуват в съответствие с Международния кодекс за ботаническа номенклатура (ICBN). Растенията, които отговарят на критериите за сорт или група, получават сортови епитети. Тези епитети се добавят към името на ботаническия таксон и се ограждат в единични кавички. Например: Роза „Харлекин“.
Когато имената на сортовете са публикувани на езици, различни от тези на оригиналната публикация, епитетът не трябва да се превежда. Можете да приложите транслитерация (ISO 9) и транскрипция. В случай, че по маркетингови причини епитетът на сорта е преведен на друг език, преводът на епитета следва да се разглежда като търговско наименование, а не като научно наименование.
Практиката за използване на търговски наименования (®, ™) като допълнение към правилните имена на сортове не се поддържа от Международния кодекс на номенклатурата за култивирани растения. Съгласно Конвенцията UPOV, ако даден сорт се предлага за продажба или предлага на пазара, е разрешено използването на регистрираното наименование в комбинация с търговска марка, търговско наименование или друго подобно наименование. В случай на такава комбинация името трябва въпреки това да бъде лесно разпознаваемо. Поради исторически причини и противоречиви норми и правила за именуване на сортовете рози в различните страни, много имена се различават само по наличието или отсъствието на знаци ® и ™ („Grace“, „Grace ® ™“).
Съвременните сортове рози имат оригиналното авторско име и множество синоними. Синонимите обикновено са търговски имена и се използват за привличане на вниманието към разнообразие. През последните години големите производители на рози започнаха да дават на своите сортове регистрационни кодови имена. Първата сричка на името се изписва с главни букви и обозначава компанията на инициатора (разплодника) (KOR- Kordes, MEI- Meiland), а останалата част от думата е с малки букви. Например сортът 'Чайковски' има кодово регистрационно име MEIchibon, 'Schneewittchen ®' – KORbin. Регистрационните имена се въвеждат за защита на авторските права на развъдчиците и с цел обединяване.
С началото на дейността на Международния регистрационен орган за рози ситуацията с идентификацията на сортовете е значително опростена. Изданията на American Rose Society („The American Rose Annual“ и „The American Rose Magazine“) публикуват всички нови постъпления. С натрупването на информационни материали Международният регистрационен център, съвместно с American Rose Society и компанията McFarland, периодично издава Световния каталог – „Модерни рози“.
Трябва обаче да се помни, че в това издание сортовете са подредени в съответствие с имената, приети в Съединените щати, а оригиналните оригинални имена са дадени в скоби, което не е в съответствие с Международния кодекс на номенклатурата. Пример: оригиналното име на един от популярните френски сортове хибридни чаени рози е 'Madame A. Meilland', пренесен в САЩ по време на Втората световна война, сортът получава нов 'Peace' там. В Италия е регистриран като „Gioia“, а в Германия като „Gloria Dei“. В справочните публикации на Международния център за регистрация на рози този сорт е посочен като „Reace“, други имена са дадени като синоними.
Международният център за регистрация на рози, въз основа на информация, че някой стар сорт (отгледан преди 30 или повече години) се предполага, че е изчезнал от търговското обращение, няма особено историческо значение и не се използва в родословията на съществуващите сортове, стига до заключението, че е възможно да се повтори приложенията. На тази основа се появява съобщение за регистрация, че 'Bonfire', Mlt. (Турбат, 1928 г.) е излязъл от обращение и името му е пуснато за повторна употреба. Следва описание на новия сорт 'Bonfire', Fl. (McGredy, 1971), за което се използва вакантна титла. Въпреки това, в някои ботанически градини и частни колекции тези остарели сортове могат да бъдат запазени, което води до появата в каталозите на сортове от различен произход под едно и също име.

## Класификация
Всички рози принадлежат към рода Шипка (Rosa). В момента има няколко хиляди градински сортове и хибриди рози, техният произход често се губи в мъглата на времето. Следователно основата на съвременната класификация на розите е разделянето на класове и условни групи въз основа на стабилни градински характеристики, а не на техния специфичен произход. Тази класификация е създадена от Американското розово общество (ARS) и одобрена през 1976 г. от Световната федерация на розовите общества (WFRS). Последната версия е публикувана в Modern Roses XI. Световната енциклопедия на розите. Академична преса. 2000 г.
В допълнение към тази класификация има и други. Например има паркови и градински рози. Парковите рози включват красиво цъфтящи видове и сортове дива роза и техните хибриди, отглеждани в суров климат без подслон за зимата или с лек подслон. Градинските рози са получени в резултат на вековна култура, базирана на вечнозелени субтропични видове и техните европейски хибриди. Тези видове и сортове изискват висока култура на земеделска техника и подслон за зимата. Характеризират се с непрекъснат цъфтеж или многократно (ремонтантно) цъфтене след кратък период на покой. На леторастите на текущата година се залагат цветни пъпки.
Според броя на венчелистчетата в цветята розите се делят на три вида: прости (максимум 7 венчелистчета в едно цвете), полудвойни (8 – 20 венчелистчета), двойни (повече от 20 венчелистчета).
За сортове, които имат венчелистчета с плавен преход между различни цветове, се разграничават следните групи:
- бял микс – включва сортове, чиито венчелистчета са предимно бели, но имат зони с други нюанси, като розово, червено, лилаво;
- жълт микс – включва сортове, при които венчелистчетата са предимно жълти, но имат петна от други нюанси, като розово, червено (напр. „Gloria Dei“);
- оранжев микс – включва сортове, чиито венчелистчета са предимно оранжеви, но имат зони с други нюанси, като жълто, лилаво;
- розов микс – включва сортове, чиито венчелистчета са предимно розови, но имат зони с други нюанси, като оранжево, жълто, лилаво;
- червена смес – включва сортове, чиито венчелистчета са предимно червени, но имат зони с други нюанси, като жълто, оранжево;
- лилав микс – включва сортове, чиито венчелистчета са предимно лилави, но имат зони с други нюанси, като лилаво, лавандула;
- кафяв микс – включва сортове, чиито венчелистчета са предимно кафяви, но имат области с други нюанси, като червени;
- многоцветни – разновидности с венчелистчета, боядисани в 2 или повече несмесващи се цвята.

В литературата често се срещат опростени класификации на розите според прилагания принцип: отрязани, саксийни и градински. Градинските рози могат да бъдат разделени на:
- Миниатюрни;
- рози Патио;
- Бордюр, или многоцветен;
- Благородни или едроцветни;
- Храсти или храсти;
- Реколта;
- Паркови;
- Катерене; подразделен на:
  - Винтидж катерачи;
  - Модерни катерачи;
  - миниатюрни катерачи;
  - Супер Рамблерс;
  - Ramblers.

## Аромат
Изборът на рози, наред с други неща, се извършва в посока подобряване и разнообразяване на ароматите. Сортовете с интензивни и интересни аромати са по-конкурентоспособни на международния пазар.
Списък на най-ароматните сортове според American Rose Society (изброени по азбучен ред):
| - „Аида“ - „Капитан Хари Стебингс“ - „Дъблин“ - 'фолклор' - „Мирисен облак“ | - 'Limelight' - „Мис американска красота“ - 'Г-н. Линкълн - „Кралско височество“ - „Тифани“ |

Розата се използва в парфюмерийната индустрия. В учебник за средни специализирани учебни заведения, съставен от Т. НО. Мелниченко, се посочва, че ароматът на роза „помага за предотвратяване на изблици на гняв, облекчава умората“.

## Селскостопански технологии

### Кацане
За северните райони е допустимо задълбочаването на мястото за присаждане до 20 см, което се практикува активно от производителите на рози в Швеция. В централна Русия, при условие, че почвата е култивирана, са достатъчни 5 – 7 см.

### Горна превръзка
Без превантивни лечения срещу гъбични заболявания и без използване на висококачествени торове с микроелементи, роза от всякакъв сорт и всяка марка няма да може да поддържа декоративен ефект през целия сезон.

### Резитба

#### Подрязване на паркови рози
При парковите рози залагането на цветни пъпки става на леторастите от предходната година и на по-старите клони в средните и горните им части, поради което резитбата се извършва слабо веднага след цъфтежа, слабите и мъртвите клони се отстраняват напълно в пружина.

#### Подрязване на катерещи рози
Изрязването на излишните растящи издънки от увивни рози е най-добре да се направи, преди те да станат твърди и да се заменят със скубане на все още тревисти издънки. За да осигурите обилен цъфтеж, трябва да оставите 2 – 3 цъфтящи издънки и 3 – 5 заместващи издънки, които ще цъфтят през следващата година. В бъдеще на миналогодишните клони в горната трета на леторастите се образуват цветни пъпки. В средната лента, ако през пролетта са се образували пълноценни заместващи издънки, по-добре е да отрежете избледнелите издънки през есента, веднага след цъфтежа, тъй като гъвкавостта на леторастите намалява с възрастта и ще бъде трудно да ги огънете на земята за зимен подслон. Храстите на катерещите рози в средната лента трябва да се състоят от едно- и двугодишни издънки. Подрязването на клоните трябва да се извършва слабо, за да не се режат цветни пъпки. Според други препоръки като непродуктивни се подрязват само увредени от измръзване, изсъхнали филизи и части от тях, както и клони на възраст над четири години.

#### Подрязване на градински рози
Градинските рози слагат цветни пъпки през текущата година, така че тяхната резитба, без страх от увреждане на цъфтежа, се извършва през пролетта или късната есен (в райони с мек климат). Подрязването може да бъде силно, средно и слабо, в зависимост от времето на необходимото цъфтене и как трябва да бъде. При слаба резитба се оставят само горните слаби пъпки, оставяйки 7 – 10 пъпки на летора, при средна резитба се оставят 4 – 5 пъпки, при силна 2 – 3 пъпки.
При слаба резитба от горните и средните пъпки се образуват къси клони, които цъфтят още през юни. Храстът цъфти обилно, но не дава издънки, подходящи за рязане. При средна резитба се образуват по-дълги клони, но те цъфтят по-късно. При силно подрязване се образуват мощни издънки, които цъфтят 1 – 1,5 месеца по-късно (при хибридни сортове чай) или изобщо не цъфтят (при ремонтантни сортове). Най-често се използва средна резитба, която осигурява както обилен цъфтеж, така и възможност за рязане на цветя в букети. Силна резитба се използва при лошо зимуване.

### Зимуване

#### Подготовка за зимата
Успехът на презимуването се влияе значително от физиологичното състояние на растенията. Препоръчително е да подготвяте розите за зимата от август. За това се прилагат фосфатни и поташни торове, които значително повишават зимната издръжливост на розите. Увеличаването на храненето с фосфор и калий на фона на еднократна доза азот (NPK − 1:2:2) насърчава не само синтеза на въглехидрати в листата, но също така причинява повишен отлив на въглехидрати от листата към стъблата и корени. Под въздействието на внесените в оптимални пропорции торове се образува по-голямо количество захари (главно захароза), което предпазва растенията от отрицателното въздействие на ниските температури и други неблагоприятни условия.
В началото на есента се прави прищипване на увивни и високи рози, това ускорява узряването, вдървесяването на младите филизи.
В Приморие, през второто десетилетие на октомври, пръскащите рози се нарязват на 5 – 7 пъпки; болните, незрели (млечни) издънки се изрязват до нивото на почвата. Млечните издънки обикновено замръзват, но в някои региони могат да презимуват, ако могат да се пазят от есенни слани, преди да приютят розите за зимата. През второто десетилетие на октомври върховете на младите леторасти се прищипват.
В централна Русия огъването на растенията се препоръчва при положителни температури на няколко етапа, започвайки от края на септември. Преди подслон за зимата, подрязаните пръскащи рози и подредени високи, увивни и стандартни рози се третират с фунгициди (Бордоска течност, Бордо течност), разрезите се покриват с градинска смола или глина.

#### Подслон
Разработването на методи за опазване на розовите растения през зимата има много дълга история, специфична за всеки регион от умерения пояс на земното кълбо. Успехът на презимуването зависи от зимната издръжливост на растенията, тяхното физиологично състояние, подготовката за зимата и методите за подслон.

### Възпроизвеждане

#### Резници и рози със собствени корени
Оптималният период за резници е първата вълна на цъфтеж, когато е възможно да се режат все още зелени резници, които са в начален стадий на лигнификация. В условията на Московска област резниците трябва да бъдат завършени не по-късно от 15 юли. При по-късни срокове на резници, вкоренените резници нямат време да се развият достатъчно до есента и умират през зимата. Резниците от слабо растящи полуодървесни издънки се вкореняват най-добре; за резници можете да използвате малки „потиснати“ издънки, които обикновено се отстраняват при изтъняване на храста. Саксиите се поставят в светла оранжерия при температура от +5°C и повече. През първата половина на ноември е необходимо да се направи изравнителна резитба (изключение: катерене на розови разсад), оставяйки издънки с височина 15 – 20 см, след което саксиите се поставят в мазето (+ 2 – 5 ° C) за зимно съхранение. През този период е важно да се предотврати преовлажняване или изсъхване на земната кома.
За размножаване чрез зелени резници е препоръчително да се вземат рози с висока степен на вкореняване на резници, на първо място, лесно вкоренени катерене (дребноцветни и едроцветни), полу-катерещи и миниатюрни; всички сортове в тези групи се вкореняват с 90 – 100%. За зелени резници са подходящи и рози със средни корени: Флорибунда, Полиант, Чаен хибрид, Ремонтант, както и паркови рози от групите Алба и Ругоза. Повечето от останалите паркови рози, обединени в групи: Lutea, Pimpinellifolia, Damascus, Centifolia и други, се вкореняват слабо (5 – 20%).
За да се увеличи вкореняването на зелените резници, се препоръчва да се накисват основните им части във воден разтвор на циркон при концентрация 0,1 mg / l за 12 – 14 часа. Използването на стимуланти за образуване на корени (Циркон, IMC) в процеса на вкореняване на зелени резници увеличава оцеляването и добива на собствено вкоренени разсад с 1,1 – 1,5 пъти.
Вкоренените резници от летни резници не могат да служат като пълноценен посадъчен материал за есенно засаждане в земята. В резниците на възраст 3 – 4 месеца все още преобладават воднисти корени под формата на дебел лоб, чувствителни са към излишната влага, към леки слани (от -5 ° C до -7 ° C) и внезапни промени в температура. Вкоренените резници през първия есенно-зимен сезон трябва да се съхраняват в най-благоприятните условия за тях. Най-добрите условия за съхранение на резници са умерено студено, сухо помещение (мазе, оранжерия). Леко замръзване на растенията (1 – 2 дни) има благоприятен ефект върху по-нататъшното им развитие. След това растенията се поставят в мазето, където температурата се поддържа между 0 и 5°C през цялата зима. Поддържането на вкоренени резници в студена оранжерия дава най-добри резултати. При температура от 1,3 ° C и минимално поливане растенията почти напълно спират да растат, въпреки че повечето от тях не хвърлят листата си. През първото десетилетие на май растенията могат да бъдат засадени в земята на постоянно място.
Розите със собствени корени растат добре, цъфтят и зимуват само на дренирани, дълбоко култивирани (с 50 – 60 см), леки, богати на хумус почви с ниско застояване на подпочвени води (не по-високо от 1 m). Тежките, глинести, слабо затоплени почви не са подходящи за отглеждане на рози със собствени корени, особено сортове от групата на чайно-хибридните. Резултатът от презимуването на розите със собствени корени в открито поле се влияе не толкова от ниските температури, колкото от излишната влага в почвата през есента и пролетта. Често добре презимуващите растения умират през пролетта поради намокряне и овлажняване, особено ако мястото не е снабдено с воден поток и зимният подслон не се отстранява от розите за дълго време.
Собствено вкоренените едногодишни разсади на много студоустойчиви паркови рози от групите: Spinosisima, Alba, Lutea, Centifolous, Moss, French и други се характеризират със слаба устойчивост през първата година на култура. Масовата загуба на растения след засаждане в земята се обяснява с факта, че резниците на много паркови рози се вкореняват бавно и образуват стабилна коренова система. До момента на засаждане в земята на постоянно място годишните разсад на паркови рози почти нямат надземен растеж; единични слаби корени умират с излишък на влага в почвата, изсушаване, лека слана и др. П. Като се имат предвид тези характеристики, се препоръчва да се отглеждат вкоренени резници от паркови рози в продължение на две години при най-благоприятни условия. Изключение правят розовите хибриди Ругоза. При представителите на тази група рози годишните вкоренени резници имат добре развита стабилна коренова система и доста силни надземни израстъци. Старите самовкоренени растения могат да се размножават чрез многобройно кореново потомство и чрез разделяне на храста.

## Други
На розата са наречени улици в кварталите „Симеоново“ (Карта) и „Горна баня“ (Карта) в София.